# Иртыш (Тюменская область)
Иртыш — поселок в Вагайском районе Тюменской области России, входит в состав Супринского сельского поселения.

## География
Расположена на берегу реки Иртыш, в 320 км от Тюмени.

## Население
| 2010 |
| ---- |
| 454  |

## Инфраструктура
- Детский сад и школа в составе МАОУ БЕГИШЕВСКАЯ СОШ